# バンダリ亜砂也
バンダリ 亜砂也（バンダリ あさや、1998年〈平成10年〉2月23日 - ）は、日本のモデル、俳優。京都府出身。日本人の母親とネパール人の父親をもつ。Churros所属。身長174cm。ティーン向けファッション雑誌「Popteen」の元専属メンズモデル。サロン「OCEAN TOKYO」専属モデル。

## 人物
- 趣味は映画鑑賞、サウナ、イラスト描き、ファッション、スケボーができる。
- 小学校から高校まで約12年間サッカーをやっており、将来はサッカーの仕事に関わりたいと思っている[5]。
- 憧れの俳優は水嶋ヒロ[6]。

## 出演

### イベント
- KANSAI COLLECTION （京セラドーム大阪）
  - 2018 S/S（2018年3月21日）[7]・A/W（2018年8月29日）[8]
  - 2019 S/S（2019年3月17日）[9]・A/W（2019年8月27日）[10]
- 超十代 - ULTRA TEENS FES -
  - 2018＠TOKYO（2018年3月27日、幕張メッセ）[11]
  - デジタル超十代（2018年7月31日、SHIBUYA109 MAIN STAGE）[12]
- 東京ガールズコレクション
  - 2018 S/S（2018年3月31日、横浜アリーナ） - アパレルブランド「NUEVO」のステージにみちょぱと共に出演[13]
  - TGC TOYAMA 2018（2018年7月21日、富山市総合体育館）[14]
  - TGC KITAKYUSHU 2018（2018年10月6日、西日本総合展示場 新館）[15]
  - TGC しずおか 2019（2019年1月12日、ツインメッセ静岡 北館大展示場）[16]
  - 2019 S/S（2019年3月30日、横浜アリーナ）[17][18]・A/W（2019年9月7日、さいたまスーパーアリーナ）[19]
- シンデレラフェス（さいたまスーパーアリーナ）
  - Vol.5（2018年4月4日）[20]
  - Vol.6（2019年4月3日）[21]
- GirlsAward（幕張メッセ）
  - 2018 S/S（2018年5月19日）[22]・A/W（2018年9月16日）[23]
- FASHION LEADERS（なんばHatch）
  - 2018 S/S（2018年5月20日）[24]・A/W（2018年12月9日）[25]
  - 2019 S/S（2019年5月12日）[26]
- メンズパニック2018（2018年8月11日・12日、幕張メッセ） - MC[27]
- MUSIC CIRCUS FUKUOKA（2018年8月18日、福岡 ヤフオク!ドーム）[28]
- MixChannel Award 2018（2018年12月15日、東京都内ホテル）[29]
- Tokyo Street Collection 2019（2019年5月3日、パシフィコ横浜）[30]
- TOXIC GIRLS FILE 2019（2019年9月8日、東別院ホール）

### テレビドラマ
- 都立水商！〜令和〜（2019年5月 - 6月、MBS・TBS） - 江川龍臣 役[31]
- 不幸くんはキスするしかない!（2022年4月22日 - 6月10日、MBSほか） - イツキ 役[32]

### 映画
- PRINCE OF LEGEND（2019年3月21日公開、東宝）[33]
- 吾輩は猫である！（2021年12月3日公開、ヒューマントラストシネマ渋谷、笠木望監督）[34]
- 虹が落ちる前に（2022年3月19日公開、新宿K's cinema、UPLINK、シネ・ヌーヴォ、Koji Uehara監督） - 大崎健二 役[35][36][37][38]

### CM
- 日本コカ・コーラ「紅茶花伝」（2018年 - ）[39]

#### WEB CM
- Indeed（2018年 - ） - 「あさやとたいぞー」篇[40]
- カネボウ「ALLIE」（2019年 - ） - 「夏のデート“白肌の秘密”」篇[41]

### WEB配信
- 真冬のオオカミくんには騙されない（2018年1月28日 - 3月25日、AbemaTV）[6]
- いいとこいっぱい、いばらき（2018年6月8日 - 、いばキラTV）[42]
- ラブパワーキングダム〜恋愛強者選挙〜（2025年2月19日 - 4月9日、ABEMA）[43]

#### WEBドラマ
- ふたりぼっち（2019年2月13日 - 3月16日、Twitter） - 丸目翔二 役[44]

### 舞台
- サイバーパンク朗読劇『RAYZ OF LIGHT//落陽散花』（2018年6月2日・3日、東京天然温泉「古代の湯」温泉宴会場） - 雅流太 役[45]

### ミュージック・ビデオ
- lol-エルオーエル-「boyfriend (Popteenバージョン)」（2017年）[46]
- CASPER「どっか行きたい」（2018年）[47]
- ミオヤマザキ「ふたりぼっち」（2018年）[48]

### その他
- ドン・キホーテ - イメージモデル[49]
- 第5回新人監督映画祭 - 公式アンバサダー[50]

## 書籍

### 雑誌
- Popteen（2017年 - 2019年、角川春樹事務所） - 専属メンズモデル

### 写真集
- 20 Asaya Bhandari First Photo Book（2018年11月21日、KADOKAWA）ISBN 978-4-0460-4010-7[51]